# Wilmerding
Wilmerding è una borough degli Stati Uniti d'America, nella contea di Allegheny nello Stato della Pennsylvania. Secondo il censimento del 2000 la popolazione è di 2.145 abitanti.

## Società

### Evoluzione demografica
La composizione etnica vede una prevalenza della razza bianca (91,33%), seguita da quella afroamericana (6,34%), dati del 2000.
| borough di Wilmerding Popolazione |       |
| 1900                              | 4.179 |
| 2000                              | 2.145 |
| Stima al 01-07-07                 | 1.966 |